# Zakaria El Azzouzi
Zakaria El Azzouzi (Rotterdam, 7 mei 1996) is een Nederlands-Marokkaanse voetballer die als spits speelt.

## Clubcarrière

### AFC Ajax
El Azzouzi maakte als dertienjarige de overstap van DWS naar de jeugdopleiding van AFC Ajax waar hij in de C2 begon. Als A-junior maakte El Azzouzi twintig treffers tijdens het seizoen 2014/15. Door verdenking van mishandeling werd hij echter het laatste deel van dat seizoen geschorst door Ajax. Hij tekende zijn eerste contract, dat liep tot en met 30 juni 2020, bij Ajax op 7 januari 2015.
Tijdens de voorbereiding op het seizoen 2015/16 schoof El Azzouzi door van de A-junioren naar Jong Ajax. Ook mocht hij zo nu en dan meetrainen met de hoofdmacht van Ajax waarvoor hij op 10 juli 2015 zijn officieus debuut maakte tijdens een vriendschappelijke wedstrijd tegen het Deense FC Nordsjælland dat met 3-1 werd verloren. Op 21 augustus 2015 maakte hij zijn debuut in het betaald voetbal voor Jong Ajax in de Eerste divisie. In de uitwedstrijd die met 3-0 werd verloren bij NAC Breda speelde de hij de hele wedstrijd als spits. Zijn eerste officiële doelpunt in het betaald voetbal scoorde hij op 28 september 2015 in een thuiswedstrijd tegen FC Oss. El Azzouzi kwam tien minuten voor tijd, bij een 2-0 achterstand, in de ploeg voor Damon Mirani. In de laatste minuut zorgde hij voor de gelijkmaker. In zijn eerste seizoenshelft bij Jong Ajax moest El Azzouzi het vooral doen met speelminuten als invaller. Hij kwam in elf officiële wedstrijden, waarvan acht als invaller, tot zes doelpunten.

### Verhuur aan FC Twente
Ajax maakte op 21 januari 2016 bekend dat El Azzouzi voor de rest van het seizoen verhuurd werd aan FC Twente. Drie dagen na zijn transfer maakte hij zijn debuut in de Eredivisie in het uitduel met PSV. Hij viel vlak voor tijd in voor Jari Oosterwijk. Twente verloor de wedstrijd met 4–2. Op 31 januari 2016 scoorde hij zijn eerste doelpunt in de Eredivisie voor Twente in het thuisduel met FC Utrecht. Hij was na 8 minuten verantwoordelijk voor de 2–0. Twente wist de wedstrijd te winnen met 3–1. Ook in de wedstrijden hierna kreeg El Azzouzi geregeld speelminuten. In de wedstrijd tegen AZ op 20 maart 2016 kreeg hij na een uur spelen een directe rode kaart voor het uitdelen van een elleboogstoot aan tegenstander Ridgeciano Haps. Door deze rode kaart stond hij drie duels aan de kant. El Azzouzi wist in in dertien eredivisiewedstrijden vier keer het net te vinden tijdens zijn periode bij Twente.

### Verhuur aan Sparta Rotterdam
Op 20 mei 2016 werd bekend dat El Azzouzi tijdens het seizoen 2016/17 verhuurd zou worden aan Sparta Rotterdam, dat kampioen van de Eerste divisie was geworden. Ook FC Twente had El Azzouzi graag nog een seizoen gehuurd, maar kon hem door de financiële problemen niet opnieuw vastleggen. El Azzouzi debuteerde op 7 augustus 2016 voor Sparta Rotterdam, in de eerste speelronde van de Eredivisie tegen Ajax. Sparta verloor met 3-1. In zijn vijfde wedstrijd op 11 september 2016 maakte hij zijn eerste officiële doelpunt voor Sparta. Op die dag speelde Sparta een uitwedstrijd tegen FC Groningen. El Azzouzi was na 18 minuten spelen verantwoordelijk voor de 1-1. Dit werd ook de eindstand. Hij kwam tot 21 competitiewedstrijden en vijf doelpunten voor Sparta hem in maart 2017 vervroegd terugstuurde naar Ajax. Na de komst van Martin Pušić in de winterstop was hij overbodig geworden.

### Verhuur aan Excelsior
In het seizoen 2017/18 speelde El Azzouzi op huurbasis voor SBV Excelsior. Medio 2018 keerde hij terug bij Ajax waar hij echter nog steeds overbodig was en niet meer aan bod kwam. Eind december 2018 werd zijn contract ontbonden.

### FC Emmen
Op 7 maart 2019 tekende El Azzouzi na ongeveer 2 maanden zonder club een contract bij FC Emmen voor een halfjaar met een optie voor nog een jaar. De club uit Emmen kreeg de speler echter niet speelgerechtigd waardoor hij niet tot speelminuten kwam.

### FC Volendam
Op 20 juni 2019 presenteerde FC Volendam El Azzouzi als eerste nieuwe aanwinst voor het seizoen 2019/20. Hij tekende een contract voor twee seizoenen met een optie voor nog een jaar. In twee jaar tijd kwam El Azzouzi tot 36 wedstrijden voor FC Volendam. Hierin trof hij achtmaal doel. Aan het einde van het seizoen 2020/21 werd zijn aflopende contract niet verlengd.

### FC Brașov
In september 2021 tekende El Azzouzi een contract tot medio 2022 bij de nieuwe club FC Brașov die in de Liga 2 uitkomt.

## Interlandcarrière

### Jeugelftallen
Als jeugdinternational kon El Azzouzi door zijn dubbele nationaliteit zowel uitkomen voor de jeugdelftallen van Nederland als Marokko. In 2013 was hij actief als jeugdspeler voor Marokko onder 17 jaar. Voor Nederland was hij actief voor het elftal voor spelers onder 20 jaar.

### Marokko
Op 17 mei 2016 werd El Azzouzi door bondscoach Hervé Renard opgeroepen voor de oefeninterland tegen DR Congo (27 mei) en het Afrika Cup-kwalificatieduel met Libië (3 juni). Voor El Azzouzi was dit de eerste keer dat hij deel uitmaakte van de nationale ploeg van Marokko.

## Carrièrestatistieken
Beloften
| Seizoen | Club      |                    | Competitie     | Competitie | Competitie |
| Seizoen | Club      | Wed.               | Competitie     | Dlp.       |            |
| ------- | --------- | ------------------ | -------------- | ---------- | ---------- |
| 2015/16 | Jong Ajax | Vlag van Nederland | Eerste divisie | 11         | 6          |
| Totaal  | Totaal    | Totaal             | Totaal         | 11         | 6          |

Senioren
| Seizoen         | Club                      |                    | Competitie      | Competitie | Competitie | Beker | Beker | Internationaal | Internationaal | Overig | Overig | Totaal | Totaal |
| Seizoen         | Club                      | Wed.               | Competitie      | Dlp.       | Wed.       | Dlp.  | Wed.  | Dlp.           | Wed.           | Dlp.   | Wed.   | Dlp.   |        |
| --------------- | ------------------------- | ------------------ | --------------- | ---------- | ---------- | ----- | ----- | -------------- | -------------- | ------ | ------ | ------ | ------ |
| 2015/16         | → FC Twente (huur)        | Vlag van Nederland | Eredivisie      | 13         | 4          | 0     | 0     | —              | —              | —      | —      | 13     | 4      |
| Club totaal     | Club totaal               | Club totaal        | Club totaal     | 13         | 4          | 0     | 0     | 0              | 0              | 0      | 0      | 13     | 4      |
| 2016/17         | → Sparta Rotterdam (huur) | Vlag van Nederland | Eredivisie      | 21         | 5          | 3     | 4     | —              | —              | —      | —      | 24     | 9      |
| Club totaal     | Club totaal               | Club totaal        | Club totaal     | 21         | 5          | 3     | 4     | 0              | 0              | 0      | 0      | 24     | 9      |
| 2017/18         | → Excelsior (huur)        | Vlag van Nederland | Eredivisie      | 17         | 2          | 1     | 0     | —              | —              | —      | —      | 18     | 2      |
| Club totaal     | Club totaal               | Club totaal        | Club totaal     | 17         | 2          | 1     | 0     | 0              | 0              | 0      | 0      | 18     | 2      |
| 2018/19         | FC Emmen                  | Vlag van Nederland | Eredivisie      | 0          | 0          | 0     | 0     | —              | —              | —      | —      | 0      | 0      |
| Club totaal     | Club totaal               | Club totaal        | Club totaal     | 0          | 0          | 0     | 0     | 0              | 0              | 0      | 0      | 0      | 0      |
| 2019/20         | FC Volendam               | Vlag van Nederland | Eerste divisie  | 10         | 1          | 0     | 0     | —              | —              | —      | —      | 10     | 1      |
| 2020/21         | FC Volendam               | Vlag van Nederland | Eerste divisie  | 25         | 7          | 1     | 0     | —              | —              | —      | —      | 26     | 7      |
| Club totaal     | Club totaal               | Club totaal        | Club totaal     | 35         | 8          | 1     | 0     | 0              | 0              | 0      | 0      | 36     | 8      |
| 2021/22         | FC Brașov                 | Vlag van Roemenië  | Liga 2          | 18         | 5          | 0     | 0     | —              | —              | —      | —      | 18     | 5      |
| Club totaal     | Club totaal               | Club totaal        | Club totaal     | 18         | 5          | 0     | 0     | 0              | 0              | 0      | 0      | 18     | 5      |
| Carrière totaal | Carrière totaal           | Carrière totaal    | Carrière totaal | 104        | 24         | 5     | 4     | 0              | 0              | 0      | 0      | 109    | 28     |

 Bijgewerkt t/m 21 juni 2021

## Mishandeling
Op 12 maart 2015 werd El Azzouzi samen met teamgenoten Aschraf El Mahdioui en Samet Bulut gearresteerd wegens het mishandelen van een politievrouw in burger. De agente hield er schouderletsel en verschillende bloeduitstortingen aan over en deed aangifte tegen de drie spelers. Ajax bracht een dag later in een officieel bericht naar buiten dat het de spelers had geschorst. Later die week was El Azzouzi nog de enige verdachte in de zaak. Hij werd  gedagvaard. Hij zou van de club een officiële waarschuwing hebben gekregen en de hoogst mogelijke boete. Hij bleef echter wel de rest van het seizoen geschorst en moest samen met El Mahdioui en Bulut de jeugd van Ajax gaan voorlichten als onderdeel van hun straf.